# فابيان لافويي
فابيان لافويي (بالفرنسية: Fabien Lavoyer)‏ (29 يوليو 1985 بديجون في فرنسا - ) هو لاعب كرة قدم فرنسي في مركز الوسط. لعب مع نادي كريتيل ونادي نيور وSO Romorantin ‏ وLuçon FC ‏.

## وصلات خارجية
- فابيان لافويي على موقع قاعدة بيانات كرة القدم.إي يو (الإنجليزية)
- فابيان لافويي على موقع ليكيب (الفرنسية)